# Rurange
Pour les articles homonymes, voir Rurange-lès-Thionville.
Rurange (alias Rurange-lès-Mégange) est un hameau et une ancienne commune de Moselle en Lorraine, étant rattaché à Mégange depuis 1833.

## Géographie
Situé au nord de Mégange.

## Toponymie
- Rohenges (1130) ; Ruckeringa, Rureringa et Rureranga (1544) ; Rurange (1793) ; Rurange-lès-Mégange[Quand ?].
- Reiderching en Francique lorrain.

## Histoire
- A fait partie des Trois-Évêchés (bailliage et coutume de Metz).
- Était annexe de la paroisse de Guinkirchen. Fit partie du canton de Burtoncourt de 1790 à 1802 et passa ensuite dans celui de Boulay.
- Fut rattaché avec Mégange à Guinkirchen de 1813 à 1833[1].

## Démographie
| 1793 | 1800 | 1806 | 1900 |
| ---- | ---- | ---- | ---- |
| 134  | 136  | 147  | 87   |

## Lieux et monuments
- Chapelle Saint-Nicolas construite en 1860.